# Welford Road Stadium
Welford Road es un estadio de rugby situado en Leicester, Inglaterra, donde disputan sus partidos como local los Leicester Tigers de la Premiership Inglesa. Se encuentra entre Aylestone Road y Welford Road en el límite del centro urbano de Leicester. El estadio fue construido en la década de 1930 y tiene una capacidad de 17 498 espectadores.
Los Leicester Tigers ubicaron en Welford Road su sede en 1892 y su sede en Aylestone Road, donde fue construida una pequeña grada permanente que tenía capacidad para poco más de 1000 espectadores.

## Partidos internacionales
Hasta 2008, Welford Road ha albergado nueve partidos internacionales. En este estadio se disputaron encuentros de la primera fase de la Copa Mundial de Rugby de 1991 y la Copa Mundial de Rugby de 1999, ambas celebradas en Inglaterra. Está previsto además que el estadio sea remodelado y ampliado para acoger partidos de la Copa Mundial de Rugby de 2015 que también se celebrara en Inglaterra.
| Fecha                 | Competición                    | Local         | Local | Visitante | Visitante |
| --------------------- | ------------------------------ | ------------- | ----- | --------- | --------- |
| 8 de febrero de 1902  | Campeonato de las Home Nations | Inglaterra    | 6     | Irlanda   | 3         |
| 9 de enero de 1904    | Campeonato de las Home Nations | Inglaterra    | 14    | Gales     | 14        |
| 10 de febrero de 1906 | Campeonato de las Home Nations | Inglaterra    | 6     | Irlanda   | 16        |
| 30 de enero de 1909   | Amistoso                       | Inglaterra    | 22    | Francia   | 0         |
| 10 de febrero de 1923 | Torneo de las Cinco Naciones   | Inglaterra    | 23    | Irlanda   | 5         |
| 13 de octubre de 1991 | Copa Mundial de Rugby de 1991  | Nueva Zelanda | 31    | Italia    | 21        |
| 10 de octubre de 1999 | Copa Mundial de Rugby de 1999  | Italia        | 25    | Tonga     | 28        |